# World Engine
World Engine är motorerna som används i bland annat Dodge Caliber, det vill säga 1.8, 2.0 och 2.4 med eller utan turbo tillverkas genom en allians mellan DaimlerChrysler, Hyundai och Mitsubishi under namnet World Engine.
De bensinmotoralternativ man valt att använda i Calibern sägs i grunden vara konstruerade av Hyundai men med ett flertal stora designförändringar av bland andra DaimlerChrysler för att bättre passa deras specifika behov. Bland annat har DaimlerChrysler haft mycket att göra med insugsdesign samt design av hur bränsle/luft-blandningen transporteras från insuget via topplocket in i förbränningsrummen, allt för att få en så effektiv förbränning som möjligt och därmed en lägre bränsleförbrukning.
En annan kollega inom koncernen, Mercedes-Benz, designade funktionen för de variabla ventiltiderna och exakt samma design används i Mercedes V6:or för E-klassen.
World Engine kommer att tillverkas vid två fabriker i Dundee, Michigan samt vid två i Sydkorea och en i Japan. Dessa fabrikers totala årliga produktion beräknas för närvarande (2006–2012) bli cirka 1,8 miljoner motorer varav lite drygt 800 000 av dessa kommer att produceras vid de två fabrikerna i Dundee av cirka 550 anställda.